# Brian Slocum (baseball)
Pour les articles homonymes, voir Brian Slocum et Slocum.
Brian John Slocum, né le 27 mars 1981 à La Nouvelle-Rochelle dans la banlieue nord de New York, est un ancien joueur américain de baseball.

## Carrière

### Scolaire et universitaire
Lycéen, il gagne en 1999 des sélections  All-League, All-District, All-City, All-County et All-American et figure dans la liste des douze meilleurs lanceurs du pays. Lors de cette saison, il remporte onze matches pour une seule défaite et une moyenne de points mérités de 0,87.
Drafté une première fois par les Minnesota Twins en 1999, Brian Slocum ne donne pas suite et commence ses études universitaires à Villanova.

### Professionnelle
Drafté en 2002 par les Cleveland Indians, il complète sa formation dans les clubs-écoles des Indians : Mahoning Valley Scrappers (2002), Kinston Indians (2003 et 2004), Akron Aeros (2005) et Buffalo Bisons (2006) avant d'effectuer ses débuts en Ligue majeure avec l'uniforme des Indians le 22 avril 2006.
Il est reversé en Triple-A chez les Buffalo Bisons en 2007 mais reste parmi l'effectif des 40 joueurs des Cleveland Indians.
Slocum signe un contrat de ligue mineure avec l'organisation des Pittsburgh Pirates en décembre 2008.

## Statistiques
- En saison régulière

| Saison     | Équipe    | Ligue | G  | V | D | SV | IP   | SO | ERA   |
| ---------- | --------- | ----- | -- | - | - | -- | ---- | -- | ----- |
| 2006       | Cleveland | MLB   | 8  | 0 | 0 | 0  | 17,7 | 11 | 5,60  |
| 2008       | Cleveland | MLB   | 2  | 0 | 0 | 0  | 2,0  | 1  | 27,00 |
| Totaux MLB |           |       | 10 | 0 | 0 | 0  | 19,7 | 12 | 7,78  |